# Katherine Mansfield
Katherine Mansfield Beauchamp Murry (Wellington, Nova Zelanda, 14 d'octubre de 1888 - Fontainebleau, França, 9 de gener de 1923) fou una escriptora modernista neozelandesa.

## Biografia
Kathleen Mansfield Beauchamp va néixer el 1888 a Wellington en el si d’una família, els Beauchamp, que eren a les colònies des de feia tres generacions.
El seu pare, Harold Beauchamp, era banquer i empresari, la seva mare Annie Dyer. Kathleen era la tercera filla del matrimoni, tenia dues germanes més grans i una germana i un germà més petits. De petita va viure cinc anys a Karori, un petit poble, molt a prop de Wellington. Aquestes imatges de natura exòtica de la seva infantesa rural les reflectirà en els seus contes ambientats a Nova Zelanda i concretament al seu relat Prelude i a The Doll’s House
Quan els Beauchamp van tornar a Wellington el 1898, al principi va anar al Wellington Girls College, després a l'escola privada de la senyoreta Swainson a Fitzherbert Terrace.
El 1903 la família es va embarcar cap a Anglaterra per dur les tres noies més grans van al Queen's College de Londres. Allà va editar la revista escolar i va escriure els primers relats com a Katherine Mansfield. En aquesta època va conèixer la seva amiga, companya i serventa de tota la vida, la Ida Constance Baker. L’experiència a Londres va ensenyar a Mansfield una nova manera de viure, impulsiva i sense límits. Els seus interessos artístics abastaven la literatura i la música i també va aprendre l’art d’actuar.
Kathleen va tornar a Wellington, rebel i inquieta, a finals de 1906. Va publicar històries a Austràlia al Native Companion, el seu primer escrit de pagament. Tot i que la seva vida era còmoda i socialment expansiva, durant els vint mesos següents va lluitar contra la vigilància dels pares i contra el provincianisme i estretor que li suposava aquesta ciutat de colònies en contraposició a la independència que havia assajat a Londres. Finalment va convèncer els seus pares que la deixessin tornar a la capital britànica amb la intenció de dedicar-se a ser escriptora professional, va anar-se’n de Nova Zelanda el juliol de 1908 i no hi va tornar mai més.
Els seus primers anys a Londres van ser els més confusos i tumultuosos de la seva vida. Tenia una petita assignació econòmica dels pares, però es guanyava la vida fent petits concerts, cantant o recitant en festes privades. Feia una vida de dona alliberada. Es va enamorar de Garnet Trowell, un jove violinista, es va casar precipitadament amb George Bowden, un professor de cant 11 anys més gran que ella, a qui va deixar el mateix vespre del casament, sense haver consumat el matrimoni. Enmig havia quedat embarassada probablement de la seva relació amb Trowell.
La seva mare va viatjar des de Nova Zelanda per portar-la a un balneari de Baviera i allunyar-la de les males influències, però aviat tornà cap a Wellington i la va desheretar.
En la seva estada a l'establiment Mansfield va patir un avortament accidental, va tenir una relació amb un estudiant polonès que la va introduir en les literatures eslaves i Txékhov, però també li va encomanar malalties de transmissió sexual que li van provocar complicacions cardíaques i pulmonars que li afectarien a la seva salut per sempre.
Va tornar a Londres el gener de 1910 i va publicar més d'una dotzena d'articles al setmanari New Age d'Alfred Richard Orage, convertint-se en amiga i amant de Beatrice Hastings, que vivia amb Orage.
De la tràgica experiència de Katherine a Baviera i l’observació de la gent i els costums va publicar En una pensió alemanya, un recull de contes, molts dels relats eren els que havien sortit al New Age, on la seva vulnerabilitat es defensa amb sarcasme, pessimisme i amb un humor corrosiu.
Mansfield ja era una jove escriptora bohèmia, tenia una vida social intensa, va conèixer John Middleton Murry, un estudiant d'Oxford, culte i erudit, que editava la revista trimestral Rythm. La relació va començar amb aquesta revista on Katherine enviava els seus relats, van acabar editant-la junts. A nivell personal, Murry, que va acabar sent el seu marit,va veure que la independència i la intensitat de Mansfield li deixarien molta llibertat, a l’hora que Mansfield també cercava una vida fora de les convencions. La vida del matrimoni va ser sempre precària i sense pràctica estabilitat, allunyada de qualsevol entesa tradicional. La incapacitat de donar-se als altres i quedar-s'ho tot sempre dins per part de Mansfield hi tingué molt a veure.
L’estiu de 1913 el van passar separats i Mansfield, a Cholesbury, va escriure la primera del que seria una voluminosa col·lecció de cartes.
Durant la Primera Guerra Mundial Mansfield i Murry va entrar en contacte amb el Grup de Bloomsbury. El nom de Mansfield sonava sovint i el seu caràcter excèntric i polifacètic hi ajudava.
L’estiu del 1918 Virginia Woolf va publicar-li la seva obra Preludi a Hogarth Press, la petita editorial que va posar en marxa Woolf amb el seu marit Leonard. Va ser el segon títol de l’editorial i se’n van imprimir 300 exemplars però van tenir molt de ressò. Virginia Woolf havia considerat al principi Mansfield com "un personatge desagradable, però contundent i totalment sense escrúpols", però va arribar a considerar-la com "la millor de les escriptores".
El desembre de 1917 Katherine va tenir un atac greu de pleuresia. Va continuar escrivint, publicant Bliss, un conte breu a la English Review el 1918, la primera revista literària notable que va acceptar la seva obra. i la col·lecció Bliss and Other Stories (1920) i The Garden Party and Other Stories (1922) que va consolidar-la com a escriptora.

## Obres

### Contes i Poesia
- In a German Pension. Londres: Stepehn Swift & Co. Ltd. (1911) ISBN 1-86941-014-9[11]
- Je ne parle pas français. Hampstead: Heron Press. (1919)
- Bliss and Other Stories. Londres: Constable & Company. (1920) (ed.1996) ISBN 978-1535061438
- The Garden Party and Other Stories. Londres: Constable. (1922) ISBN 1-86941-016-5
- The Dove’s Nest and Other Stories. Londres: Constable. (1923) ISBN 1-86941-017-3
- Poems. Londres: Constable (1923) ISBN 0-19-558199-7
- Something Childish. Londres: Constable. (1924)
- The Aloe. Londres: Constable. (1929)
- The Montana Stories. Londres: Persephone. (2001) (conté tots els contes que va escriure entre el juliol del 2021 i la seva mort el gener de 1923) ISBN 978-1903155158[12]

### Diaris, cartes i crítica
- Journal, ed. per J. Middleton Murry. Londres: Constable. (1927); Journal, Definitive Edition 1954)[13] ed. 1983 Ecco Press ISBN 9780880010238
- Novels and Novelists, ed. J. Middleton Murry. London: Constable. (1930) ISBN 978-1417908332
- The Collected Letters, Volume One, 1903–1917, ed. V. O’Sullivan and M. Scott. Oxford: Clarendon Press. (1984)[11]
- The Collected Letters, Volume Two, 1918–1919, ed. V. O’Sullivan and M. Scott. Oxford: Clarendon Press. (1987)
- The Collected Letters, Volume Three, 1919–1920, ed. V. O’Sullivan and M. Scott. Oxford: Clarendon Press. (1993)
- The Collected Letters, Volume Four, 1920–1921, ed. V. O’Sullivan and M. Scott. Oxford: Clarendon Press. (1996)
- The Katherine Mansfield Notebooks, 2 vols, ed. M. Scott. Canterbury: Lincoln University Press. (1997)
- The Collected Letters, Volume Five, 1922–1923, ed. V. O'Sullivan and M. Scott. Oxford: Clarendon Press. (2008)

### Traduccions al català
- Un home casat i altres crueltats. Traducció: i pròleg d'Helena Valentí.  Barcelona: Columna, 1996, p. 228 (Columna Butxaca). ISBN 9788478095254.[14]
- La Garden Party i altres contes. Traducció: Helena Valentí.  Edicions 62, 1989, p. 176 (MOLU s.XX-Les Millors Obres). ISBN 978-8429730364. (edició 1996.Edicions 62-Proa. Col·lecció Escriptores del segle XX ISBN 978-8429740219)
- Un niu de tórtores. Traducció: Pep Julià Ballbé.  Barcelona: Edhasa, p. 52. ISBN 978-8435034081.
- Una mica infantil. Traducció: Pep Julià Ballbé.  Barcelona: Edhasa, p. 182. ISBN 9788435034098.[15]
- Felicitat. Traducció: Marta Pera Cucurell.  Barcelona: Columna, 2001. ISBN 978-8466400978.
- En una pensió alemanya. Traducció: Anna Llisterri.  Barcelona: L'Avenç, p. 136. ISBN 978-8488839558.[8][7]
- Diaris. Traducció: Marta Pera Cucurell.  L'Avenç, 2018, p. 248 (Sèrie Literatures). ISBN 978-84-16853-18-2.[16][17]
- Tots els contes. Traducció: Marta Pera ; Josep Julià Ballbé ; Anna Llisterri Boix.  Barcelona: Edicions Proa, 2018, p. 894 (A tot vent). ISBN 978-84-7588-694-7.[17][18]
- La vida de la vida. Sobre l'ofici d'escriure. Traducció: i epìleg de Marta Pera Cucurell. Pròleg per Marina Porras.  Angle Editorial, 2022 (El far, 51). ISBN 978-84-19017-20-8.